# Light Of Dawn (álbum)
Light Of Dawn es el segundo álbum de la banda de power metal Unisonic. Fue lanzado el 1 de agosto de 2014, la portada fue diseñada por Martin Haeusler.

## Canciones
| N.º | Título                                 | Letras                           | Música            | Duración |  |
| 1.  | «Venite 2.0»                           |                                  | Günter Werno      | 1:30     |  |
| 2.  | «Your Time Has Come»                   | Dennis Ward                      | Ward              | 5:03     |  |
| 3.  | «Exceptional»                          | Ward                             | Ward              | 5:02     |  |
| 4.  | «For the Kingdom»                      | Ward                             | Ward              | 4:58     |  |
| 5.  | «Not Gonna Take Anymore»               | Ward                             | Ward              | 4:26     |  |
| 6.  | «Night of the Long Knives»             | Ward                             | Ward              | 5:02     |  |
| 7.  | «Find Shelter»                         | Ward                             | Mandy Meyer, Ward | 5:04     |  |
| 8.  | «Blood»                                | Michael Kiske, Sandro Giampietro | Kiske, Giampietro | 4:45     |  |
| 9.  | «When the Deed Is Done»                | Ward                             | Ward              | 5:06     |  |
| 10. | «Throne of the Dawn»                   | Ward                             | Ward              | 4:50     |  |
| 11. | «Manhunter»                            | Kiske, Giampietro                | Kiske, Giampietro | 3:37     |  |
| 12. | «You and I»                            | Ward                             | Ward              | 5:20     |  |
| 13. | «Judgement Day (European bonus track)» | Ward                             | Meyer, Ward       | 4:50     |  |
| 14. | «Dare (Japanese bonus track)»          | Kiske, Giampietro                | Kiske, Giampietro | 3:16     |  |

## Créditos
- Michael Kiske - Voz
- Kai Hansen - Guitarras, Coros
- Mandy Meyer - Guitarras
- Dennis Ward - Bajo, Coro, Productor, Ingeniero, Mezclas
- Kosta Zafiriou - Batería, Percusión

### Músico de sesión
- Günter Werno - Teclados